# Сун Дэфу
Сун Дэфу (кит. 宋德福; февраль 1946, Яньшань, Хэбэй — 13 сентября 2007, Пекин) — китайский политический и государственный деятель.
Секретарь (глава) партийного комитета КПК провинции Фуцзянь (2002—2004), Министр кадров КНР (1993—2000), Первый секретарь Коммунистического союза молодёжи Китая (1985—1993).
Кандидат в члены ЦК КПК 12-го созыва, член Центрального комитета Компартии Китая с 13 по 16-й созывы.

## Биография
Родился в феврале 1946 года в Яньшане, провинция Хэбэй. В 1965 году вступил в Коммунистическую партию Китая.
С октября 1965 года на военной службе — солдат, командир взвода, заместитель инструктора радиолокационной роты ВВС, офицер и секретарь политотдела ВВС.
С июня 1972 года последовательно занимал должности офицера, заместителя начальника отдела, начальника отдела по работе с молодёжью орготдела Политического управления ВВС. В феврале 1983 года — заместитель начальника отдела по работе с молодёжью Орготдела Главного политического управления НОАК (в ранге командира дивизии).
С декабря 1983 года в Центральном комитете Коммунистического союза молодёжи Китая (КСМК), секретарь секретариата ЦК КСМК. В августе 1985 года после перевода Ху Цзиньтао секретарём парткома КПК провинции Гуйчжоу занял пост Первого секретаря КСМК. Одновременно — заместитель заведующего Орготделом Главного политического управления НОАК в звании генерал-майора, декан факультета Китайского молодёжного университета политических наук и глава Исследовательского центра идеологического воспитания молодёжи. В КСМК тесно работал с будущими крупными политическими фигурами КНР такими, как Лю Яньдун, Чжан Баошунь, Ли Кэцян, Ли Юаньчао, Лю Цибао, Юань Чуньцин и другими.
Без отрыва от основной работы с февраля 1985 по март 1988 года учился в Центральной партийной школе КПК, где получил высшее образование. С сентября 1988 по июль 1990 года — аспирантура Китайского университета политических наук и права.
В марте 1993 года решением 1-го пленума Всекитайского собрания народных представителей 8-го созыва назначен Министром кадров КНР в кабинете министров Ли Пэна, в возрасте 47 лет став самым молодым министром в Госсовете КНР. В марте 1998 года переутверждён в этой должности в новом кабинете министров Чжу Жунцзи, где дополнительно стал одним из ответственных за исполнение плана институциональной реформы Госсовета КНР. С июня 1998 по декабрь 1999 года — по совместительству замсекретаря Комитета при ЦК КПК по работе с крупными предприятиями.
В декабре 2000 года на пике расследования дела о группе компаний Юаньхуа и «главного китайского коррупционера» Лай Чансина назначен секретарём (главой) парткома КПК провинции Фуцзянь.
В 2002 году в Китае к власти начало приходить новое поколение лидеров, и Сун Дэфу прочили большое будущее в высшем эшелоне власти КНР. К тому времени Сун имел многосторонний опыт работы в военных структурах, Коммунистическом союзе молодёжи, большом государственном министерстве и возглавлял крупную провинцию страны. Однако вследствие возникших проблем со здоровьем Сун Дэфу не смог реализовать эти возможности. В мае 2003 года политик был госпитализирован с раком лёгких (появлялись также сообщения о раке печени). В декабре 2004 года Сун был освобождён от исполнения обязанностей главы парткома КПК Фуцзяни, в следующем году назначен первым заместителем председателя координационного комитета по «выявлению талантов среди молодёжи».
Скончался в 5 часов утра 13 сентября 2007 года в Пекине в возрасте 61 года. В соответствии с последним желанием Сун Дефу на церемонии прощания был одет в военную форму с красным галстуком, покрыт флагом Коммунистической партии Китая, над головой был установлен флаг Коммунистического союза молодёжи Китая.